# Bois-de-Champ
Pour les articles homonymes, voir Bois (homonymie) et Bois (communes).
Bois-de-Champ est une commune française située dans le département des Vosges en région Grand Est.

## Géographie

### Localisation
Bois-de-Champ occupe le côté sud de la haute vallée de la Mortagne et le bassin d'un affluent gauche de celle-ci, le ruisseau des Rouges-Eaux. 

### Géologie et relief
L'habitat y est très dispersé et les forêts de sapins et de hêtres occupent la plus grande partie du territoire.

### Sismicité
Commune située dans une zone 3 de sismicité modérée.

### Hydrographie et les eaux souterraines
Hydrogéologie et climatologie : Système d’information pour la gestion des eaux souterraines du bassin Rhin-Meuse :
Territoire communal : Occupation du sol (Corinne Land Cover); Cours d'eau (BD Carthage),
Géologie : Carte géologique; Coupes géologiques et techniques,
 Hydrogéologie : Masses d'eau souterraine; BD Lisa; Cartes piézométriques.
La commune est située dans le bassin versant du Rhin au sein du bassin Rhin-Meuse. Elle est drainée par la Mortagne, le ruisseau de Blanche Fontaine, le ruisseau de la Pimpierre, le ruisseau de Maillefaing et le ruisseau Les Rouges Eaux,.
La Mortagne, d'une longueur totale de 74,6 km, prend sa source dans la commune de Saint-Léonard et se jette  dans la Meurthe à Mont-sur-Meurthe, après avoir traversé 26 communes.

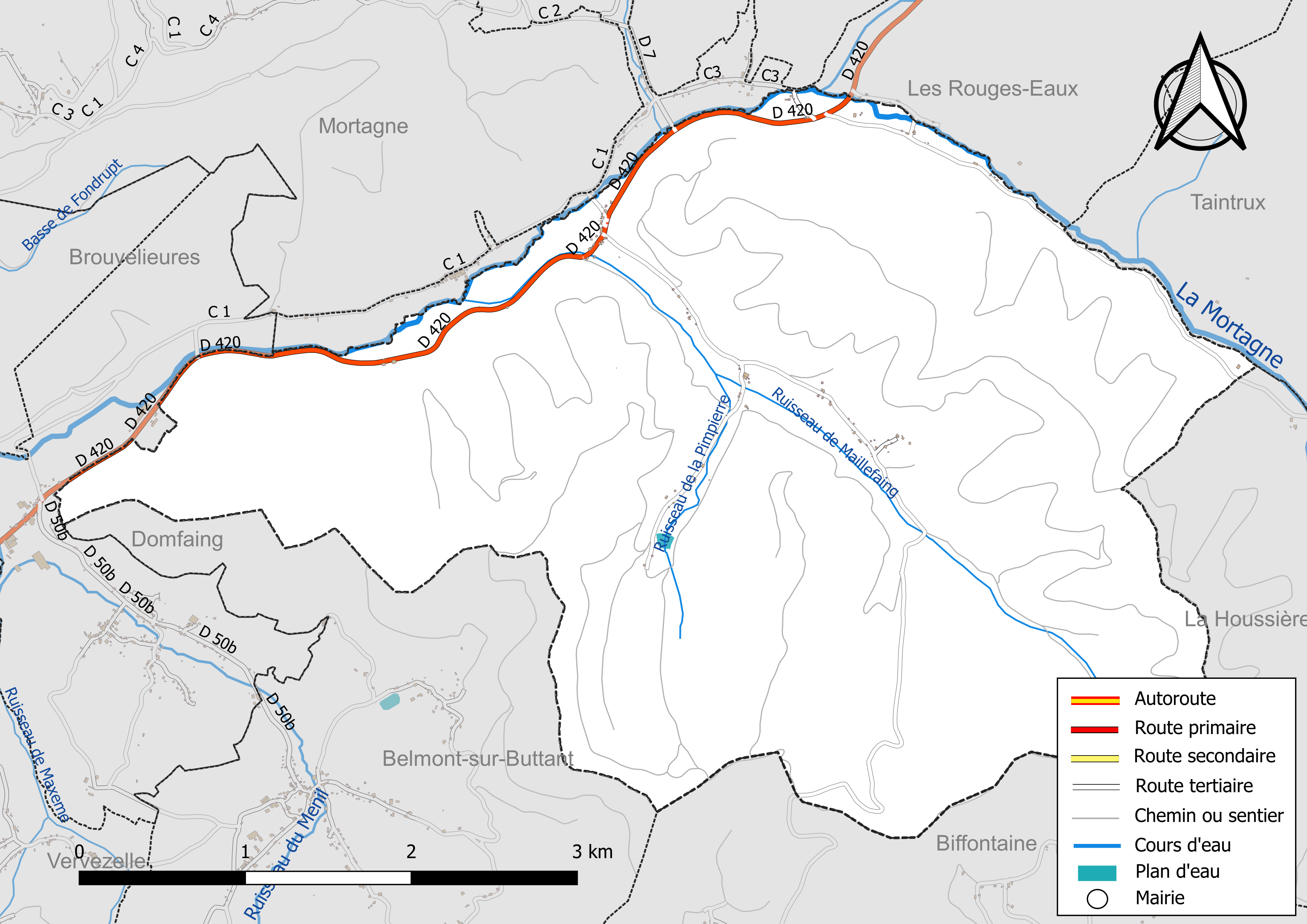
Réseaux hydrographique et routier de Bois-de-Champ.

### Climat
Pour des articles plus généraux, voir Climat du Grand Est et Climat des Vosges.
En 2010, le climat de la commune est de type climat de montagne, selon une étude du Centre national de la recherche scientifique s'appuyant sur une série de données couvrant la période 1971-2000. En 2020, Météo-France publie une typologie des climats de la France métropolitaine dans laquelle la commune est exposée à un climat semi-continental et est dans la région climatique  Vosges, caractérisée par une pluviométrie très élevée (1 500 à 2 000 mm/an) en toutes saisons et un hiver rude (moins de 1 °C). 
Pour la période 1971-2000, la température annuelle moyenne est de 9,3 °C, avec une amplitude thermique annuelle de 17 °C. Le cumul annuel moyen de précipitations est de 1 219 mm, avec 13,3 jours de précipitations en janvier et 10,6 jours en juillet. Pour la période 1991-2020, la température moyenne annuelle observée sur la station météorologique de Météo-France la plus proche, « Le Roulier_sapc », sur la commune du Roulier à 16 km à vol d'oiseau, est de 10,2 °C et le cumul annuel moyen de précipitations est de 1 000,2 mm. 
La température maximale relevée sur cette station est de 38,1 °C, atteinte le 25 juillet 2019 ; la température minimale est de −18,3 °C, atteinte le 20 décembre 2009,,. 
Les paramètres climatiques de la commune ont été estimés pour le milieu du siècle (2041-2070) selon différents scénarios d'émission de gaz à effet de serre à partir des nouvelles projections climatiques de référence DRIAS-2020. Ils sont consultables sur un site dédié publié par Météo-France en novembre 2022.

## Urbanisme

### Typologie
Au 1er janvier 2024, Bois-de-Champ est catégorisée commune rurale à habitat très dispersé, selon la nouvelle grille communale de densité à sept niveaux définie par l'Insee en 2022.
Elle est située hors unité urbaine et hors attraction des villes,.

### Occupation des sols
L'occupation des sols de la commune, telle qu'elle ressort de la base de données européenne d’occupation biophysique des sols Corine Land Cover (CLC), est marquée par l'importance des forêts et milieux semi-naturels (93,9 % en 2018), en diminution par rapport à 1990 (98,6 %). La répartition détaillée en 2018 est la suivante : 
forêts (93,9 %), zones agricoles hétérogènes (6,1 %). L'évolution de l’occupation des sols de la commune et de ses infrastructures peut être observée sur les différentes représentations cartographiques du territoire : la carte de Cassini (XVIIIe siècle), la carte d'état-major (1820-1866) et les cartes ou photos aériennes de l'IGN pour la période actuelle (1950 à aujourd'hui).

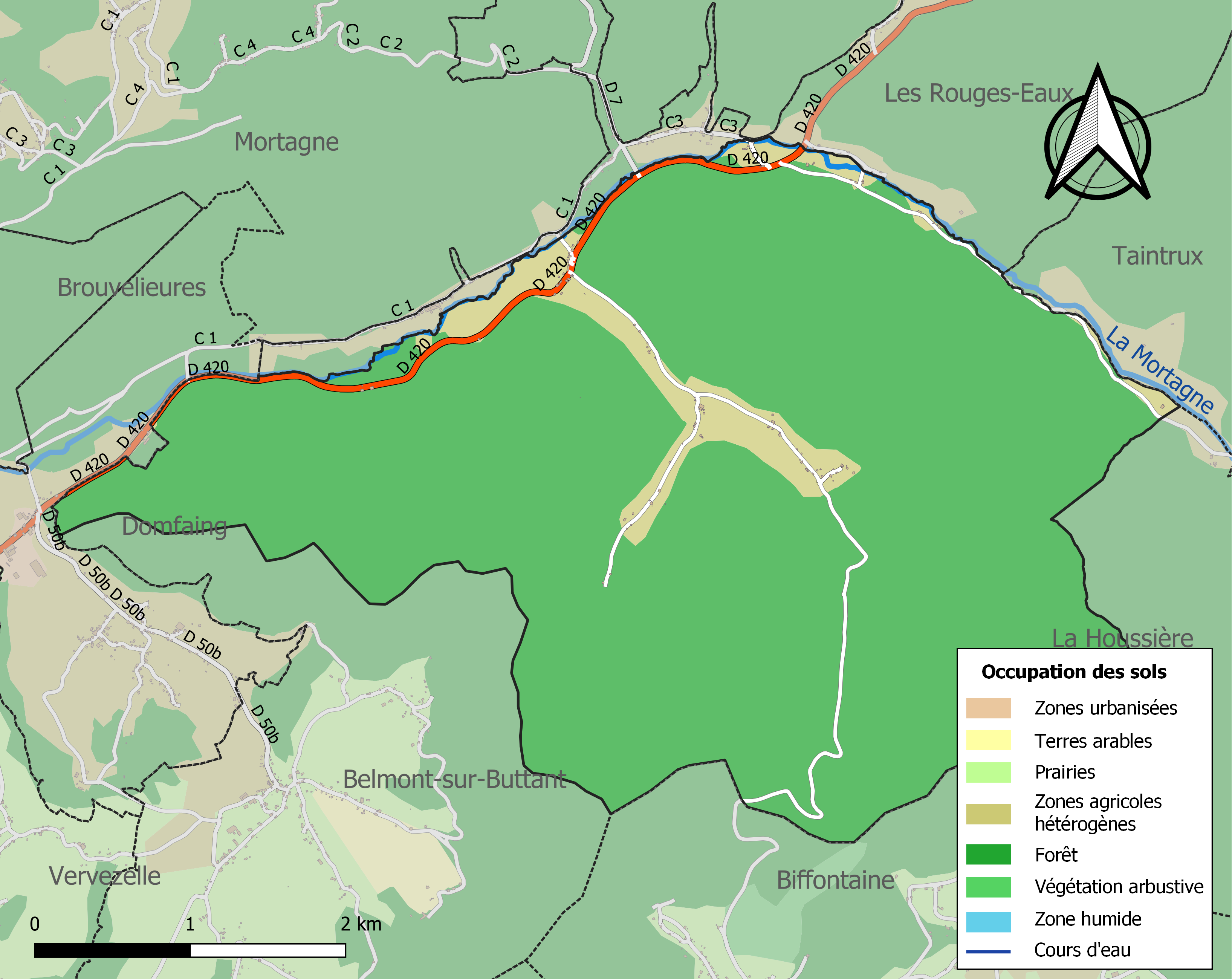
Carte des infrastructures et de l'occupation des sols de la commune en 2018 (CLC).

## Toponymie
Le nom de la localité est attesté sous les formes Bois de Champs (1711) ; Le Bois de Champ (1751) ; Communauté des Bois de Champ (1790).

De l'oil bois et champs « pays plat ».
Le nom de la commune traduit que les forêts qui y prédominent étaient jadis dépendantes de Champ-le-Duc.

## Histoire
Avant la révolution, les forêts dépendaient du village de Champ-le-Duc. Le 22 mars 1706 le duc Léopold a accordé aux habitants de Bois-de-Champ les droits d'usage des bois domaniaux.
Un violent incendie issu d'une habitation détruit 30 hectares de forêt de résineux en juin 2023. 200 pompiers ont été mobilisés pour combattre l'incendie, situé dans une zone escarpée et difficile d'accès.

## Politique et administration
| Période                                  | Période                    | Identité                              | Étiquette | Qualité                         |
| ---------------------------------------- | -------------------------- | ------------------------------------- | --------- | ------------------------------- |
| Les données manquantes sont à compléter. |                            |                                       |           |                                 |
| 1947                                     |                            | Henri Caël                            |           |                                 |
| 1959                                     | 1977                       | Françoise Thomas-Chastant (1929-2013) |           |                                 |
| mars 1989                                | En cours (au 14 juin 2023) | Jacques Caverzasi (°1951)             |           | Retraité de la police nationale |

### Budget et fiscalité 2022

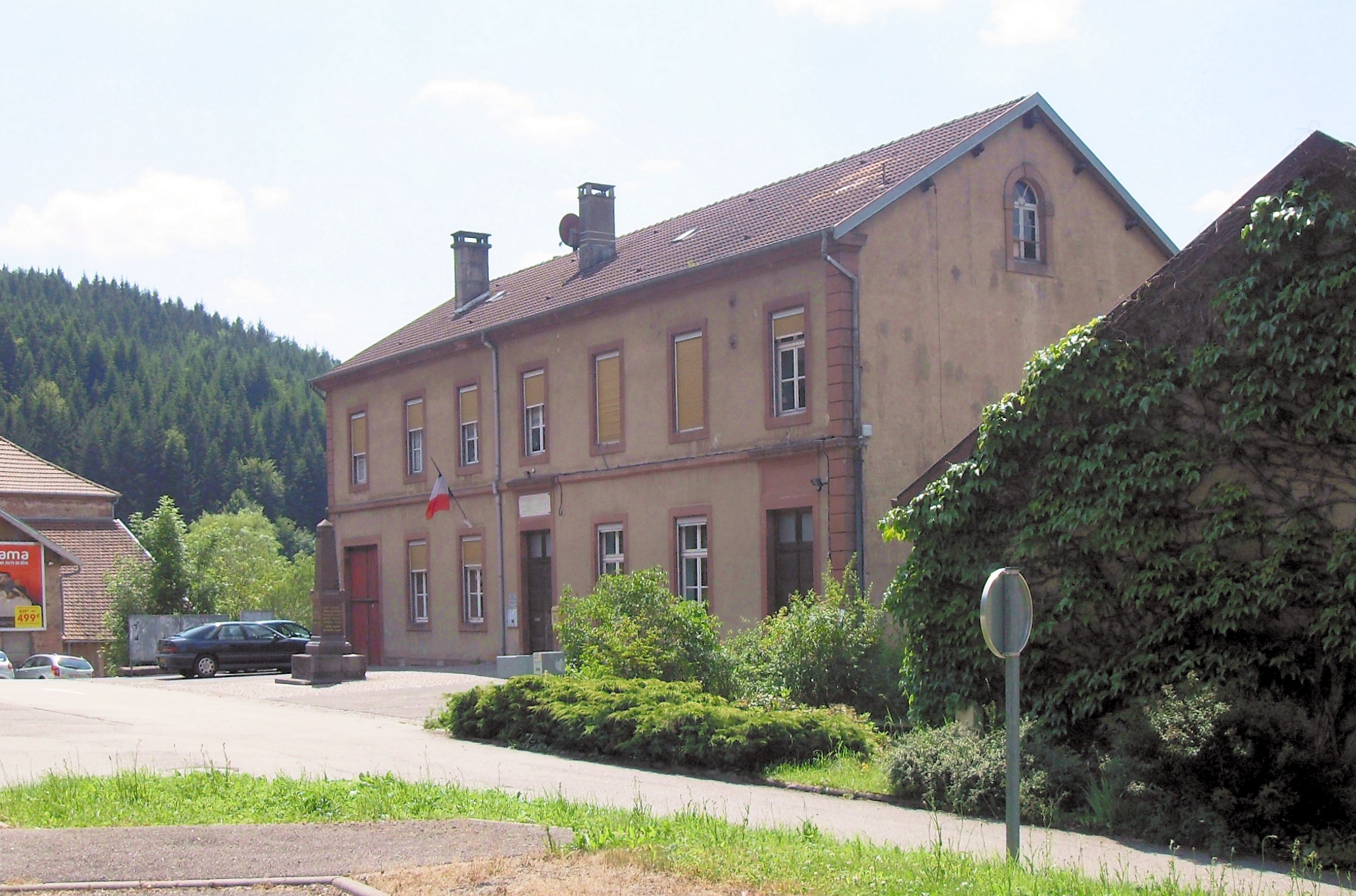
La mairie.

En 2022, le budget de la commune était constitué ainsi :
- total des produits de fonctionnement : 97 000 €, soit 888 € par habitant ;
- total des charges de fonctionnement : 73 000 €, soit 673 € par habitant ;
- total des ressources d'investissement : 23 000 €, soit 212 € par habitant ;
- total des emplois d'investissement : 10 000 €, soit 92 € par habitant ;
- endettement : 18 000 €, soit 162 € par habitant.

Avec les taux de fiscalité suivants :
- taxe d'habitation : 19,14 % ;
- taxe foncière sur les propriétés bâties : 31,00 % ;
- taxe foncière sur les propriétés non bâties : 36,43 % ;
- taxe additionnelle à la taxe foncière sur les propriétés non bâties : 0,00 % ;
- cotisation foncière des entreprises : 0,00 %.

Chiffres clés Revenus et pauvreté des ménages en 2021 : médiane en 2021 du revenu disponible, par unité de consommation : 24 790 €.

## Population et société

### Démographie

#### Évolution démographique
L'évolution du nombre d'habitants est connue à travers les recensements de la population effectués dans la commune depuis 1793. Pour les communes de moins de 10 000 habitants, une enquête de recensement portant sur toute la population est réalisée tous les cinq ans, les populations de référence des années intermédiaires étant quant à elles estimées par interpolation ou extrapolation. Pour la commune, le premier recensement exhaustif entrant dans le cadre du nouveau dispositif a été réalisé en 2008.

En 2022, la commune comptait 105 habitants, en évolution de −7,89 % par rapport à 2016 (Vosges : −2,96 %, France hors Mayotte : +2,11 %).
| 1793 | 1800 | 1806 | 1821 | 1831 | 1836 | 1841 | 1846 | 1856 |
| ---- | ---- | ---- | ---- | ---- | ---- | ---- | ---- | ---- |
| 259  | 382  | 377  | 368  | 381  | 396  | 411  | 378  | 336  |

| 1861 | 1866 | 1876 | 1881 | 1886 | 1891 | 1896 | 1901 | 1906 |
| ---- | ---- | ---- | ---- | ---- | ---- | ---- | ---- | ---- |
| 372  | 380  | 381  | 406  | 360  | 321  | 314  | 263  | 243  |

| 1911 | 1921 | 1926 | 1931 | 1936 | 1946 | 1954 | 1962 | 1968 |
| ---- | ---- | ---- | ---- | ---- | ---- | ---- | ---- | ---- |
| 230  | 214  | 203  | 192  | 177  | 146  | 137  | 116  | 122  |

| 1975 | 1982 | 1990 | 1999 | 2006 | 2008 | 2013 | 2018 | 2022 |
| ---- | ---- | ---- | ---- | ---- | ---- | ---- | ---- | ---- |
| 94   | 91   | 87   | 93   | 109  | 113  | 118  | 108  | 105  |

### Enseignement
Établissements d'enseignements :
- Écoles maternelles et primaires à Domfaing, Les Poulières, Brouvelieures, Laveline-devant-Bruyères, Bruyères, Biffontaine.
- Collèges à Bruyères, Corcieux, Saint-Dié-des-Vosges.
- Lycées à Bruyères, Saint-Dié-des-Vosges.

### Santé
Professionnels et établissements de santé :
- Médecins à Brouvelieures, Bruyères, Grandvillers, Laveline-devant-Bruyères, Saint-Michel-sur-Meurthe.
- Pharmacies à Bruyères, Saint-Michel-sur-Meurthe, Granges-sur-Vologne, Saulcy-sur-Meurthe, Étival-Clairefontaine.
- Hôpitaux à Bruyères, Gerbépal, Rambervillers, Raon-l'Étape, Fraize, Senones.

### Cultes
- Culte catholique, Paroisse Notre-Dame-du-Pays-de-l'Avison[28], Diocèse de Saint-Dié. Commune sans église.

## Économie

### Entreprises et commerces

#### Agriculture
- Activités de soutien à la production animale.
- Élevage d'autres animaux.
- Aquaculture en eau douce,

#### Tourisme
- Hébergements et restauration à Les Rouges-Eau, La Chapelle, Champ-le-Duc, Grandvillers, Herpelmont, Jeanménil, Anould.

#### Commerces
- Commerces et services de proximité.

## Culture locale et patrimoine

### Lieux et monuments

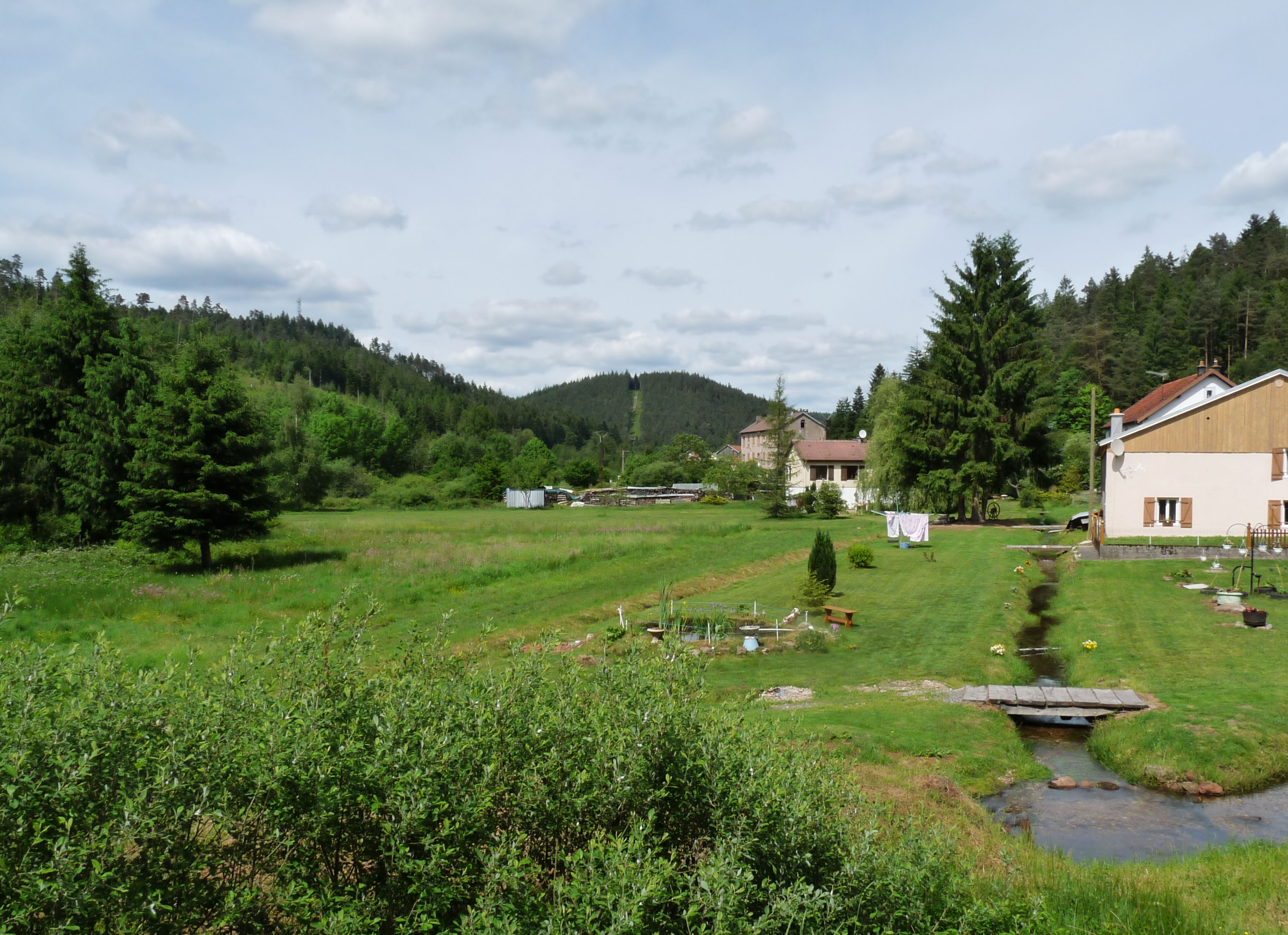
Habitat dispersé et forêts de sapins.

Début 2017, la commune est « réputée sans clochers ».
- Monument aux morts guerre 1914-1918[30].
- Patrimoine architectural rural étudié par le service de l'Inventaire général du patrimoine culturel :

Les fermes,.
Les scieries hydrauliques à cadre,.
- Site Natura 2000 du Massif vosgien[35].
- Zone naturelle d'intérêt écologique, faunistique et floristique (ZNIEFF] :

Affluent de la Mortagne.
Forêt domaniale de Mortagne.

### Héraldique
| Blason de Bois-de-Champ | Blason  | Taillé : au 1er d'or à l'aigle au vol abaissé de sable, au 2e de gueules à la clé d'or versée en bande le panneton à senestre passée en sautoir avec une épée basse du même posée en barre et brochante,. |
| Blason de Bois-de-Champ | Détails | Adopté par la municipalité. |

## Pour approfondir